# 杏窪彌
杏窪彌（アンアミン）は、台北市生まれ、東京都育ちのエキゾチックポップバンド。2011年に結成された。

## 概要
ライブ活動に加え、楽曲の世界観とリンクした展覧会も開催するなど独特な活動を展開。過去にはでんぱ組.incとバンドじゃないもんのツーマンイベントのオープニングアクト、神聖かまってちゃん主催イベントへの出演、亀田誠治プロデュースの東京デザイナーズウィーク内のプロジェクト「Music STREET LIVE」にも出演実績がある。2014年には、オフィスオーガスタの主催する夏フェス「Augasta Camp 2014」にもオープニングアクトとして出演。雑誌『Zipper』の双子モデルmimmamのシングル「ゆらゆらぶるう」を手がけた。

## メンバー
- MIN - ヴォーカル
- 玲生 - ギター
- 翔 - ベース
- 幹 - ドラム[4]

## ディスコグラフィー

### ミニ・アルバム
| タイトル                           | 発表日時       | 規格番号  | レーベル   | 備考               |       |
| 箱根にしようかE.P.                 | 2014年1月11日  | UNAMIN001 |            |                    | [ 5 ] |
| 亜熱帯                             | 2014年7月26日  |           |            | ライブ会場限定販売 |       |
| アゴがおちるほどおいしい恋がしたい | 2015年04月19日 | OHC-1000  | 王朝音楽社 |                    | [ 6 ] |
| 来来!!不夜城アンアミン             | 2015年7月15日  | OHC-1001  | 王朝音楽社 |                    | [ 7 ] |
| ジャイアントパンダにのってみたい   | 2016年6月15日  | OHC-1002  | 王朝音楽社 |                    | [ 8 ] |